# UFC 136
UFC 136: Edgar vs. Maynard 3 fue un evento de artes marciales mixtas celebrado por Ultimate Fighting Championship el 8 de octubre de 2011 en el Toyota Center, en Houston, Texas.

## Historia
UFC 136 contó con dos peleas preliminares en vivo por Spike TV.
Josh Grispi esperaba enfrentarse a Matt Grice en el evento, pero Grispi se tuvo que retirar de la tarjeta con una lesión y fue reemplazado por Nam Phan. Grice también se vio obligado a salir de la tarjeta con una lesión no divulgada y fue reemplazado por Leonard García.
Aaron Simpson esperaba enfrentarse a Nick Catone en el evento, pero Catone se tuvo que retirar de la pelea por una lesión y fue reemplazado por Eric Schafer.
Mike Russow estaba programado para pelear con Dave Herman en el evento, pero la pelea fue cancelada después de que Herman fallara en su prueba de drogas preliminar en la que dio positivo por marihuana. Herman negó el uso de la sustancia prohibida.
Este evento tiene el récord de UFC que más tiempo ha dedicado a combates reales en 158 minutos y 32 segundos batiendo el récord pasado de UFC Fight Night: Maynard vs. Díaz, que fue de 149 minutos y 50 segundos.

## Resultados
1. ↑  Por el campeonato de peso ligero de UFC.
2. ↑  Por el Campeonato de Peso Pluma de UFC.

## Premios extra
Cada peleador recibió un bono de $75,000.
- Pelea de la Noche: Leonard García vs. Nam Phan
- KO de la Noche: Frankie Edgar
- Sumisión de la Noche: Joe Lauzon